# Daijisen
 (mars 2023).
La mise en forme du texte ne suit pas les recommandations de Wikipédia : il faut le « wikifier ».
Les points d'amélioration suivants sont les cas les plus fréquents. Le détail des points à revoir est peut-être précisé sur la page de discussion.
- Les titres sont pré-formatés par le logiciel. Ils ne sont ni en capitales, ni en gras.
- Le texte ne doit pas être écrit en capitales (les noms de famille non plus), ni en gras, ni en italique, ni en « petit »…
- Le gras n'est utilisé que pour surligner le titre de l'article dans l'introduction, une seule fois.
- L'italique est rarement utilisé : mots en langue étrangère, titres d'œuvres, noms de bateaux, etc.
- Les citations ne sont pas en italique mais en corps de texte normal. Elles sont entourées par des guillemets français : « et ».
- Les listes à puces sont à éviter, des paragraphes rédigés étant largement préférés. Les tableaux sont à réserver à la présentation de données structurées (résultats, etc.).
- Les appels de note de bas de page (petits chiffres en exposant, introduits par l'outil «  Source ») sont à placer entre la fin de phrase et le point final[comme ça].
- Les liens internes (vers d'autres articles de Wikipédia) sont à choisir avec parcimonie. Créez des liens vers des articles approfondissant le sujet. Les termes génériques sans rapport avec le sujet sont à éviter, ainsi que les répétitions de liens vers un même terme.
- Les liens externes sont à placer uniquement dans une section « Liens externes », à la fin de l'article. Ces liens sont à choisir avec parcimonie suivant les règles définies. Si un lien sert de source à l'article, son insertion dans le texte est à faire par les notes de bas de page.
- La présentation des références doit suivre les conventions bibliographiques. Il est recommandé d'utiliser les modèles {{Ouvrage}}, {{Chapitre}}, {{Article}}, {{Lien web}} et/ou {{Bibliographie}}. Le mode d'édition visuel peut mettre en forme automatiquement les références.
- Insérer une infobox (cadre d'informations à droite) n'est pas obligatoire pour parachever la mise en page.

Pour une aide détaillée, merci de consulter Aide:Wikification.
Si vous pensez que ces points ont été résolus, vous pouvez retirer ce bandeau et améliorer la mise en forme d'un autre article.
Le Daijisen (大辞泉, litt. Grande fontaine de connaissance (sagesse)/source de mots) est un dictionnaire japonais polyvalent publié par Shogakukan en 1995 et 1998. Il a été conçu comme un dictionnaire « tout-en-un » pour les locuteurs natifs du japonais, en particulier les lycéens et les étudiants.

## Histoire
Shogakukan entendait que le Daijisen concurrence directement le populaire dictionnaire de bureau Kōjien d'Iwanami, qui fut un best-seller à travers trois éditions (1955, 1969 et 1983). Le Daijisen a suivi le succès de deux autres concurrents du Kōjien, le Daijirin ("Grande forêt de mots", 1988, 1995, 2006) de Sanseido et le Nihongo Daijiten ("Grand dictionnaire de japonais", 1989, 1995) illustré en couleur de Kōdansha. Tous ces dictionnaires pèsent environ 1 kilogramme (2,2 lb) et comptent environ 3000 pages.
La première édition du Daijisen (1995) comprenait plus de 220 000 entrées et 6 000 illustrations et photographies tout en couleurs. Le rédacteur en chef Akira Matsumura (松村明, Matsumura Akira, 1916-2001) était également rédacteur en chef du dictionnaire Daijirin, directement concurrent. Parmi les autres éditeurs du Daijisen figuraient Akihiko Ikegami (池上秋彦), Hiroshi Kaneda (金田弘) et Kazuo Sugizaki (杉崎一雄). Shogakukan a également publié une version CD-ROM (1997) de la 1re édition.
L'édition "élargie et révisée" Daijisen (1998) était plus une révision qu'un élargissement, avec 2978 pages contre 2938 dans la 1re édition. Les deux éditions revendiquent « plus de 220.000 mots-clés ».

## Caractéristiques
Le Daijisen et le Daijirin ont bien plus en commun que la supervision lexicographique de Matsumura et des titres similaires ("Grande fontaine/forêt de mots"). Ces deux dictionnaires partagent de nombreuses caractéristiques de conception et de contenu. Tous deux organisent les significations des mots en plaçant les plus fréquentes en premier, contrairement à la tradition du Kōjien qui organise les significations les plus anciennes enregistrées en premier. Cela peut être vu dans leurs deux définitions respectives du mot hyōsetsu (剽窃, litt. plagiat) :
- Daijirin: 他人の作品・学説などを自分のものとして発表すること。
- Daijisen: 他人の作品や論文を盗んで、自分のものとして発表すること。

Certaines similitudes entre ces dictionnaires sont évidentes : la 2e édition du Daijirin (1995) de Matsumura a ajouté quelques illustrations en couleurs, dont un tableau de 168 noms de couleurs (色の名) et son Daijisen (1995) comprend un tableau de 358 couleurs (カラーチャート色名).
Le Daijisen n'est pas entièrement dérivé du Daijirin et présente quelques différences notables. Les améliorations apportées au Daijisen comprennent des conceptions visuellement attrayantes, des exemples d'utilisation plus contemporains et certaines caractéristiques de mise en page utiles. Par exemple, des colonnes spéciales indiquent les notes d'usage pour des sujets tels que les synonymes, les suffixes et même les prononciations peu communes des kanji (nanori (名のり, litt. « lectures spéciales pour les noms »)) et nandoku (難読, litt. « difficile à lire »)).

## Publications

### Éditions imprimées
- 1re édition  (ISBN 9784095012117) (1995-12-01)
  - Edition révisée  (ISBN 9784095012124) (1998-?- ?)
- 2e édition (大辞泉【第二版】?)  (ISBN 9784095012131) (2012-11-02) : Comprend 250 000 entrées, DVD-ROM Windows. 2 volumes.

### Moteurs de recherche en ligne
Le contenu du Daijisen a été utilisé dans d'autres sites de dictionnaires, notamment :
- Yahoo! Jisho (Yahoo!辞書?)
- goo Jisho (goo辞書?)
- kotobank (デジタル大辞泉?)

Les versions de la base de données sont marquées pour les mois d'avril, août et décembre de chaque année, avec des mises à jour fournies environ tous les 4 mois.

### Versions électroniques
- Édition DVD : Inclus avec la deuxième édition du livre imprimé.
  - Ver.1.00 (2012-11-02)
  - Ver.2.00 (2013-10-03)
  - Ver.3.00 (2014-10-08)
  - Ver.4.00 (2015-11-26)
- Versions téléchargeables : Disponible pour au Smart Pass, Android, iOS, Windows. Les versions de la base de données et les calendriers de mise à jour sont les mêmes que ceux des moteurs de recherche.

## Marketing
Une publicité de Daijisen (あなたの言葉を辞書に載せよう) a été inscrite comme finaliste de l'ACC lors du 54e Festival CM de 2014 dans la division interactive.